# Zeibekiko
Der Zeibekiko (griechisch Ζεϊμπέκικο auch Zeibekikos Ζεϊμπέκικος) ist ein griechischer Volkstanz kleinasiatischen Ursprungs. Er ist eng mit der Musik des Rembetiko verbunden, welches ebenfalls seinen Ursprung in Anatolien hatte und mit dem sich die ehemals kleinasiatischen Griechen identifizierten. Der zumeist spontan vor Zuschauern ausgeübte solistische Tanz enthält zwar Elemente der Improvisation, doch muss der Tänzer in der Lage sein, seine Schritte, Sprünge, Figuren und Drehungen dem charakteristischen Rhythmus der Musik anzupassen.
Zeibekiko leitet sich von dem türkischen Wort Zeybek ab. Der Tanz und sein Name sind mit dem türkischen Volkstanz Zeybek verwandt. Zeybek wurden die Angehörigen räuberischer und aufständischer türkischer Banden in Kleinasien gegen das Osmanische Reich genannt. Nach ihnen ist dieser anatolische Tanz benannt. Popularisiert wurde der Tanz in den Kaffeehäusern und Kneipen der kleinasiatischen Städte, hauptsächlich Izmirs. Diese Lokale wurden zwar von Angehörigen aller Religionen besucht, aber zu Beginn fast ausschließlich von Nichtmuslimen betrieben. In Izmir waren das mehrheitlich Griechen, einheimische wie aus dem Königreich Griechenland zugewanderte. Der Betrieb solcher Vergnügungsstätten war nämlich bis zum Beginn des 20. Jahrhunderts für Muslime moralisch anstößig. Männer tanzten Anfang des 20. Jahrhunderts allein ohne festgelegte Schrittfolgen und vollführten dabei akrobatische Übungen. Daraus entwickelte sich der langsame Tanz im 9⁄8- oder 9⁄4-Takt.
Der Tanz handelt meist von einer unerfüllten Liebe oder der Schwermütigkeit des Lebens. Dies zeigt sich auch in der populären Art, mit der Zeibekiko getanzt wird. Der Tänzer kann einen Betrunkenen imitieren, der seinen Schmerz in Alkohol getränkt hat, herumtaumelt und Porzellanteller auf den Boden wirft. Gelegentlich stehen die Tänzer tatsächlich unter Alkoholeinfluss. Dabei knien Freunde oder Familienangehörige in einem Kreis um den Tänzer, um ihm durch rhythmisches Klatschen ihr Verständnis und ihren Beistand entgegenzubringen.
Früher unterschied man verschiedene Zeibekiko-Arten, je nach Ort oder Musikstil und Rhythmus. Einige Beispiele sind der Kamilierikos (Καμιλιέρικος), der Youroukikos (Γιουρούκικος) und der Aivaliotikos (Αιβαλιώτικος). Obwohl alle Arten immer im 9⁄8-Takt getanzt werden, gibt es verschiedene Varianten des Rhythmus.
Eine besondere Zeibekiko-Variante ist der Aptalikos (Απτάλικος), der von zwei gegenüber stehenden Tänzern getanzt wird. Auch der Rhythmus ist anders. Obwohl auch im 9⁄8-Takt getanzt wird, hebt man bei der letzten rhythmischen Phrase an. Dieser Tanz ist in der Volksmusik der griechischen Inseln sehr populär.
Das Zeibekiko-Tanzen ist in griechischen Auslandsgemeinschaften weltweit ein populärer Teil der Traditionspflege. Zahlreiche YouTube-Videos belegen das.